# Cierges-sous-Montfaucon
Cierges-sous-Montfaucon és un municipi francès situat al departament del Mosa i a la regió del Gran Est. L'any 2007 tenia 44 habitants.

## Demografia

### Població
El 2007 la població de fet de Cierges-sous-Montfaucon era de 44 persones. Hi havia 21 famílies, de les quals 6 eren unipersonals (6 dones vivint soles i 6 dones vivint soles), 12 parelles sense fills i 3 parelles amb fills.
La població ha evolucionat segons el següent gràfic:
Habitants censats

### Habitatges
El 2007 hi havia 32 habitatges, 20 eren l'habitatge principal de la família, 8 eren segones residències i 4 estaven desocupats. 32 eren cases i 1 era un apartament. Dels 20 habitatges principals, 16 estaven ocupats pels seus propietaris, 3 estaven llogats i ocupats pels llogaters i 1 estava cedit a títol gratuït; 2 tenien tres cambres, 5 en tenien quatre i 13 en tenien cinc o més. 12 habitatges disposaven pel capbaix d'una plaça de pàrquing. A 10 habitatges hi havia un automòbil i a 4 n'hi havia dos o més.

### Piràmide de població
La piràmide de població per edats i sexe el 2009 era:
| Homes | Edats   | Dones |
| ----- | ------- | ----- |
| 0     | 95 o +  | 0     |
| 0     | 90 a 94 | 0     |
| 0     | 85 a 89 | 0     |
| 4     | 80 a 84 | 0     |
| 0     | 75 a 79 | 0     |
| 4     | 70 a 74 | 0     |
| 4     | 65 a 69 | 0     |
| 0     | 60 a 64 | 4     |
| 0     | 55 a 59 | 0     |
| 4     | 50 a 54 | 4     |
| 0     | 45 a 49 | 0     |
| 0     | 40 a 44 | 0     |
| 0     | 35 a 39 | 0     |
| 0     | 30 a 34 | 0     |
| 8     | 25 a 29 | 4     |
| 4     | 20 a 24 | 4     |
| 0     | 15 a 19 | 0     |
| 0     | 10 a 14 | 0     |
| 0     | 5 a 9   | 0     |
| 4     | 0 a 4   | 4     |

## Economia
El 2007 la població en edat de treballar era de 24 persones, 17 eren actives i 7 eren inactives. De les 17 persones actives 16 estaven ocupades (9 homes i 7 dones) i 2 estaven aturades (1 home i 1 dona). De les 7 persones inactives 4 estaven jubilades i 3 estaven classificades com a «altres inactius».
Activitats econòmiques
L'any 2000 a Cierges-sous-Montfaucon hi havia 8 explotacions agrícoles que ocupaven un total de 1.168 hectàrees.

## Poblacions més properes
El següent diagrama mostra les poblacions més properes.